# Église Saint-Louis de Toulon
Pour les articles homonymes, voir Église Saint-Louis.
L’église Saint-Louis est une église catholique située à Toulon, en France.

## Localisation
L'église est située dans le département français du Var, sur la commune de Toulon.

## Historique
En 1705, Monseigneur de Chalucet, alors évêque de Toulon, décide d’édifier une nouvelle église pour desservir la partie Ouest de la ville. En 1707, l’évêque créa une paroisse dans l’église Saint Sébastien située à l’angle des rues Pierre Semard et des Savonnières.
Désireux de construire une nouvelle église, Il obtient alors du roi Louis XIV la concession d'une partie de la place d'Armes et, en 1709, pose la première pierre de l'édifice.
Alors que la construction est déjà bien avancée, les murs atteignant plus de trois mètres de haut, les travaux sont interrompus en 1720, huit ans après la mort de Monseigneur de Chalucet, à cause d'une épidémie de peste qui décime 15 000 habitants, soit la moitié de la ville !
Les travaux ne reprennent qu'en 1767, avant d'être à nouveau stoppés en 1776, alors que l'église est pratiquement achevée. C'est le roi Louis XVI, prétextant que l'église gêne le champ de manœuvre des troupes de la garnison sur la place d'Armes, qui ordonne alors sa démolition, qui est effective en 1780.
En contrepartie, à la suite d'une demande du Conseil Municipal de la ville - accompagnée paraît-il d'un « pot de vin » de 300 bouteilles de champagne - le roi accorde un nouveau terrain pour la construction d'une nouvelle église Saint-Louis à la place du couvent des Capucins.
Ce nouvel édifice est bâti par Sigaud de 1782 à 1788 mais, à cause de la Révolution française, il est tout d'abord dédié en 1794 au culte de la Raison et de l'être suprême, avant de servir de dépôt de munitions et de caserne jusqu'en 1803, où l'empereur Napoléon Ier le rend au culte catholique. L'église ne sera cependant consacrée que bien plus tard, le 25 janvier 1858, par l'évêque de Fréjus, Monseigneur Jordany.
Restaurée après guerre par Colas, c'est un bel exemple d'architecture néo-classique, en forme de temple grec. Elle comporte trois nefs séparées par des architraves reposant sur une double colonnade dorique. Le chœur, entouré de dix colonnes corinthiennes, est surplombée d'une remarquable coupole à lanternons.
L'édifice est classé au titre des monuments historiques depuis 1945.